# Palaeomolis lemairei
Palaeomolis lemairei är en fjärilsart som beskrevs av De Toulgoët 1984. Palaeomolis lemairei ingår i släktet Palaeomolis och familjen björnspinnare. Inga underarter finns listade i Catalogue of Life.